# Haritalodes
Haritalodes is een geslacht van vlinders van de familie van de grasmotten (Crambidae). De wetenschappelijke naam van dit geslacht is voor het eerst voorgesteld door William Warren in een publicatie uit 1890.

## Soorten
- H. adjunctalis Leraut, 2005
- H. amboinensis Leraut, 2005
- H. angustalis Yamanaka, 2009
- H. annuligeralis (Walker, 1866)
- H. barbuti Leraut, 2005
- H. basipunctalis (Bremer, 1864)
- H. derogata (Fabricius, 1775)
- H. kosralis Ko, 2023
- H. levequei Leraut, 2005
- H. mineti Leraut, 2005
- H. pharaxalis (Druce, 1895)
- H. polycymalis (Hampson, 1912)
- H. pseudoderogata (Strand, 1920)